# Florestan Riou
Florestan Riou (23 de junio de 2001) es un deportista francés que compite en gimnasia en la modalidad de trampolín.
Ganó dos medallas en el Campeonato Mundial de Gimnasia en Trampolín de 2022 y dos medallas en el Campeonato Europeo de Gimnasia en Trampolín, en los años 2021 y 2022.

## Palmarés internacional
| Campeonato Mundial | Campeonato Mundial | Campeonato Mundial | Campeonato Mundial |
| Año                | Lugar              | Medalla            | Prueba             |
| ------------------ | ------------------ | ------------------ | ------------------ |
| 2022               | Sofía (Bulgaria)   | Medalla de plata   | Equipo             |
| 2022               | Sofía (Bulgaria)   | Medalla de bronce  | Sincronizado       |
| Campeonato Europeo |                    |                    |                    |
| Año                | Lugar              | Medalla            | Prueba             |
| 2021               | Sochi (Rusia)      | Medalla de bronce  | Equipo             |
| 2022               | Rímini (Italia)    | Medalla de oro     | Equipo             |